# 花王陸上競技部
花王陸上競技部（かおうりくじょうきょうぎぶ）は東京都世田谷区に本拠地を置く、花王の実業団陸上競技部。前身である「カネボウ陸上競技部」から長距離陸上競技の名門として知られている。

## 概要
1950年に鐘淵紡績（後の鐘紡 → カネボウ）の陸上競技部として、山口県防府市の防府工場に併設する形で「鐘紡陸上競技部」として発足。以来、貞永信義（1960年ローマオリンピック男子マラソン代表）、鎌田俊明（1976年モントリオールオリンピック5000m、10000m代表）、伊藤国光（元監督、1980年モスクワオリンピック10000m代表）、服部孝宏（1997年世界陸上アテネ大会男子マラソン代表、同年東京国際マラソン2位）、 高岡寿成（2000年シドニーオリンピック10000m7位入賞、元マラソン日本記録保持者）、入船敏（2005年別府大分毎日マラソン優勝、2008年福岡国際マラソン2位）らの名ランナーを輩出している。
全日本実業団対抗駅伝（ニューイヤー駅伝）には、第1回から出場しており、過去4回の優勝経験を持つ。1996年の第40回大会では、旭化成とのデッドヒートの末、1秒差で優勝を果たし、旭化成の大会史上初となる7連覇を阻止した。ちなみにこの年は、旭化成が1990年代で唯一優勝を逃した大会でもあった。
2006年4月、カネボウが経営不振に伴う会社再建の一環として防府工場を閉鎖したことに伴い、間もなくしてチームの所属がカネボウからカネボウ化粧品（元々はカネボウ傘下だったが、2006年1月に花王の完全子会社となっている）に移管され、カネボウ化粧品の陸上競技部（ただしチーム名は「カネボウ陸上競技部」のまま）として東京都世田谷区に移転した。
2013年10月、カネボウ化粧品の白斑症状問題により、ニューイヤー駅伝の東日本予選を兼ねた11月の東日本実業団対抗駅伝の出場を辞退し、さらに同年度内の公式大会出場も取りやめ、部は活動自体を自粛した。活動再開後も部の公式Webサイトは公開中止の状況が続いており、首脳陣・スタッフ・選手の正式な入退部状況も不明であった。2014年の東日本実業団対抗駅伝では最終7区で繰り上げスタートとなるなど大苦戦を強いられ、13位までに与えられるニューイヤー駅伝出場権にあと一歩届かず、14位で予選敗退となった。
2015年4月、コーチを務めていた高岡寿成が監督に就任し、同時に部の公式Webサイトが復活した。
2022年10月1日に運営母体がカネボウ化粧品の親会社である花王へ移管されたことに伴い、「花王陸上競技部」（チーム略称・Kao）に名称変更し、部のウェブサイトも花王の公式サイト内に新たに設けられた。

## 主な現役選手・スタッフ
- 高岡寿成（監督）
- 入船敏（コーチ）
- 阿武優一（コーチ）
- 外舘比呂光（トレーナー）
- 青木優
- 矢野圭吾
- 文元慧
- 木津晶夫
- 田中孝貴
- 平和真
- 鈴木祐希
- 中島公平
- 前田恋弥
- 物江雄利
- 川澄克弥
- 長谷川柊
- 池田耀平
- サムウェル・チェボレイ・マサイ
- キサイサ・ジョスファト・レダマ

## 過去の主な所属選手
- 田茂井宗一
- 貞永信義
- 鎌田俊明
- 伊藤国光
- 服部孝宏
- 早田俊幸
- 高岡寿成 ※現監督
- 井幡政等
- 市之瀬進
- 入船敏 ※現コーチ
- 入船満
- 阿武優一 ※現コーチ
- 瀬戸智弘
- 中村悠希
- 清水大輔
- 森田知行
- 松藤大輔
- 門田浩樹
- 木原真佐人
- 大西一輝
- 石川颯真
- 棟方雄己
- 代田修平

## 全日本実業団対抗駅伝競走大会（ニューイヤー駅伝）成績
1996年以降のみ掲載。 走者 は区間賞。
| 年     | 総合順位 | 1区走者                                                    | 2区走者                                                    | 3区走者                                                    | 4区走者                                                    | 5区走者                                                    | 6区走者                                                    | 7区走者                                                    |
| ------ | -------- | ---------------------------------------------------------- | ---------------------------------------------------------- | ---------------------------------------------------------- | ---------------------------------------------------------- | ---------------------------------------------------------- | ---------------------------------------------------------- | ---------------------------------------------------------- |
| 1996年 | 優勝     | 中原健雄                                                   | 豊岡知博                                                   | 高岡寿成                                                   | 長谷川貴司                                                 | 水谷哲也                                                   | 早田俊幸                                                   | 森宗寛司                                                   |
| 1997年 | 10位     | 中原健雄                                                   | 水谷哲也                                                   | 高岡寿成                                                   | 早田俊幸                                                   | 瀬戸智弘                                                   | 森宗寛司                                                   | 豊岡知博                                                   |
| 1998年 | 4位      | 市之瀬進                                                   | 瀬戸智弘                                                   | 井幡政等                                                   | 森宗寛司                                                   | 水谷哲也                                                   | 中原健雄                                                   | 高岡寿成                                                   |
| 1999年 | 12位     | 佐藤浩紀                                                   | 瀬戸智弘                                                   | 高岡寿成                                                   | 井幡政等                                                   | 水谷哲也                                                   | 市之瀬進                                                   | 森宗寛司                                                   |
| 2000年 | 5位      | 市之瀬進                                                   | 澁谷明憲                                                   | 森宗寛司                                                   | 松山孝                                                     | 阿武優一                                                   | 高岡寿成                                                   | 瀬戸智弘                                                   |
| 2001年 | 9位      | 市之瀬進                                                   | 高岡寿成                                                   | 瀬戸智弘                                                   | 佐藤浩紀                                                   | 松山孝                                                     | 森宗寛司                                                   | 澁谷明憲                                                   |
| 2002年 | 16位     | 市之瀬進                                                   | 入船敏                                                     | 高岡寿成                                                   | 瀬戸智弘                                                   | 松山孝                                                     | 中村悠希                                                   | 澁谷明憲                                                   |
| 2003年 | 5位      | 瀬戸智弘                                                   | 高岡寿成                                                   | 入船満                                                     | 市之瀬進                                                   | 入船敏                                                     | 森宗寛司                                                   | 松山孝                                                     |
| 2004年 | 9位      | 中村悠希                                                   | 入船敏                                                     | 瀬戸智弘                                                   | 市之瀬進                                                   | 松山孝                                                     | 真壁剛                                                     | 高岡寿成                                                   |
| 2005年 | 4位      | 中村悠希                                                   | 高岡寿成                                                   | 入船敏                                                     | 山本功児                                                   | 真壁剛                                                     | 松山孝                                                     | 澁谷明憲                                                   |
| 2006年 | 15位     | 中村悠希                                                   | 入船敏                                                     | 瀬戸智弘                                                   | 澁谷明憲                                                   | 真壁剛                                                     | 末次巧幸                                                   | 佐藤洋平                                                   |
| 2007年 | 9位      | 中村悠希                                                   | 瀬戸智弘                                                   | 入船敏                                                     | 金川真治                                                   | 真壁剛                                                     | 山本功児                                                   | 野田道胤                                                   |
| 2008年 | 33位     | 中村悠希                                                   | 瀬戸智弘                                                   | 入船敏                                                     | 森田知行                                                   | 真壁剛                                                     | 金川真治                                                   | 野田道胤                                                   |
| 2009年 | 24位     | 松藤大輔                                                   | 中村悠希                                                   | 入船敏                                                     | 瀬戸智弘                                                   | 真壁剛                                                     | 野田道胤                                                   | 森田知行                                                   |
| 2010年 | 11位     | 木原真佐人                                                 | ナホム・メスフィン                                         | 門田浩樹                                                   | 入船敏                                                     | 真壁剛                                                     | 森田知行                                                   | 松藤大輔                                                   |
| 2011年 | 11位     | 木原真佐人                                                 | ナホム・メスフィン                                         | 清水大輔                                                   | 森田知行                                                   | 小川雄一朗                                                 | 真壁剛                                                     | 松藤大輔                                                   |
| 2012年 | 20位     | 大西一輝                                                   | 門田浩樹                                                   | 木原真佐人                                                 | 清水大輔                                                   | 松藤大輔                                                   | 森田知行                                                   | 中村悠希                                                   |
| 2013年 | 3位      | 棟方雄己                                                   | ビキラ・デンマ・ダバ                                       | 清水大輔                                                   | 木原真佐人                                                 | 松藤大輔                                                   | 大西一輝                                                   | 中村悠希                                                   |
| 2014年 | 不出場   | －                                                         | －                                                         | －                                                         | －                                                         | －                                                         | －                                                         | －                                                         |
| 2015年 | 不出場   | －                                                         | －                                                         | －                                                         | －                                                         | －                                                         | －                                                         | －                                                         |
| 2016年 | 19位     | 文元慧                                                     | 代田修平                                                   | 青木優                                                     | 棟方雄己                                                   | 松藤大輔                                                   | 大西一輝                                                   | 門田浩樹                                                   |
| 2017年 | 17位     | 文元慧                                                     | ダニエル・ムイバ・キトニー                                 | 代田修平                                                   | 棟方雄己                                                   | 松藤大輔                                                   | 大西一輝                                                   | 門田浩樹                                                   |
| 2018年 | 18位     | 文元慧                                                     | ダニエル・ムイバ・キトニー                                 | 平和真                                                     | 田中孝貴                                                   | 棟方雄己                                                   | 石川颯真                                                   | 代田修平                                                   |
| 2019年 | 8位      | 大西一輝                                                   | ダニエル・ムイバ・キトニー                                 | 平和真                                                     | 木津晶夫                                                   | 棟方雄己                                                   | 代田修平                                                   | 青木優                                                     |
| 2020年 | 9位      | 鈴木祐希                                                   | サムウェル・マサイ                                         | 矢野圭吾                                                   | 木津晶夫                                                   | 物江雄利                                                   | 青木優                                                     | 文元慧                                                     |
| 2021年 | 出場辞退 | 関係者から新型コロナウイルス感染症の陽性者が確認されたため | 関係者から新型コロナウイルス感染症の陽性者が確認されたため | 関係者から新型コロナウイルス感染症の陽性者が確認されたため | 関係者から新型コロナウイルス感染症の陽性者が確認されたため | 関係者から新型コロナウイルス感染症の陽性者が確認されたため | 関係者から新型コロナウイルス感染症の陽性者が確認されたため | 関係者から新型コロナウイルス感染症の陽性者が確認されたため |
| 2022年 | 24位     | 鈴木祐希                                                   | サムウェル・マサイ                                         | 池田耀平                                                   | 木津晶夫                                                   | 文元慧                                                     | 長谷川柊                                                   | 平和真                                                     |
| 2023年 | 13位     | 杉山魁声                                                   | サムウェル・マサイ                                         | 長谷川柊                                                   | 池田耀平                                                   | 平和真                                                     | 矢野圭吾                                                   | 大畑怜士                                                   |